# Ed Heinemann
Edward Henry Heinemann, (14 de marzo de 1908 - 26 de noviembre de 1991) fue un famoso diseñador de aviones militares para Douglas Aircraft Company.

## Biografía
Heinemann nació en Saginaw, Míchigan, 

## Diseños
Durante su larga carrera en Douglas, Heinemann diseñó más de veinte aviones de combate para la Armada de los Estados Unidos, incluyendo varias leyendas de la aviación. Sus diseños incluyen:
- SBD Dauntless Bombardero en picado basado en portaaviones
- A-20 Havoc Avión de ataque
- A-26 Invader Avión de ataque
- A-1 Skyraider Avión de ataque basado en portaaviones
- A-3 Skywarrior bombardeo basado en portaaviones
- A-4 Skyhawk bombardero liviano  basado en portaaviones
- F3D Skyknight Caza nocturno basado en portaaviones
- F4D Skyray Caza basado en portaaviones
- Douglas Skyrocket y  Douglas Skystreak aviones de experimentación

Uno de los primeros aviones diseñados por él, fue el Entrenador Moreland M-1  de 1929, un monoplano de alas suspendidas en parasol. Debido a la recesión de 1929 sólo un pequeño número de ellos fue vendido antes de que la compañía cesara sus actividades 1933.

## Premios y medallas
- 1953: Trofeo Collier (por el F4D Skyray)
- 1978: Medalla Guggenheim
- 1981: National Aviation Hall of Fame
- 1983: National Medal of Science